# Mabel Pagano
Mabel Pagano (n. en Lanús, provincia de Buenos Aires, el 6 de mayo de 1945) es una escritora argentina.

## Carrera
Comenzó a escribir poemas a la edad de 16 años. A los 22, escribía cuentos y más tarde novelas. Tomó cursos literarios con los reconocidos escritores Isidoro Blaisten y Martha Lynch.
Se desempeñó como colaboradora en varias publicaciones, como las revistas literarias Oeste, Contexto, Letras Argentinas, Ateneo y Amaru, las revistas Para Ti y Vosotras, y los diarios Mayoría, El Día (de La Plata), El Tiempo (de Azul) y Convicción.
Entre los autores que considera influenciaron su obra dice:

En literatura, todos somos hijos de alguien.

Destaca, si bien tienen estilos diferentes, a Haroldo Conti y a Martha Lynch. Esta última a través de sus textos y lecciones (ya que Pagano tomó clases de oficio literario con ella) y Conti, al que nunca conoció, a través de sus libros. También destaca a los grandes escritores latinoamericanos como Gabriel García Márquez, Juan Rulfo, Mario Vargas Llosa y Manuel Scorza.

## Obra
- 1976 - Liberación Hundida (novela)
- 1980 - La Familia es Lo primero (novela)
- 1980 - En Septiembre y por agua (Cuentos)
- 1982 - Eterna (biografía novelada sobre Eva Perón) (novela)
- 1983 - El Cuarto Intermedio (Cuentos)
- 1983 - Primera Quincena de Mayo (novela)
- 1985 - Nacer de nuevo
- 1986 - El país del suicidio (novela)
- 1987 - Enero es un largo lunes
- 1988 - La calle del agua (novela)
- 1990 - Trabajo a reglamento (Cuentos)
- 1991 - Lorenza Reynafe o Quiroga, la barranca de la tragedia
- 1991 - Los griegos no existen
- 1991 - Martes del final (novela)
- 1994 - Niños que hicieron historia
- 1995 - Agua de nadie
- 1996 - Lo peor ya pasó (Cuentos)
- 1997 - Malaventura
- 1998 - Ocho misterios (Cuentos)
- 2000 - Siete por uno siete (Cuentos)
- 2000 - Martina, montonera del Zonda (novela)
- 2005 - Felicitas Guerrero de Alzaga
- 2006 - Último encuentro entre Fanny Navarro y Gary Cooper (novela)
- 2006 - Cartas con historia (libro infantil)
- 2009 - El amor es atroz (novela)
- 2010 - Panchito López, la última batalla (novela infantil)

Sus cuentos fueron publicados en numerosas antologías:
- 1976 - Los Premiados[3]
- 1977 - De Martínez a Rosario[4]
- 1979 - Cuentos Elegidos[5]
- 1980 - Borrón y Cuentos Nuevos (Cuento "El barrio")
- 1980 - Amistad Divino Tesoro (Cuento "Un baldío en Octubre")
- 1983 - Cuentos Argentinos
- 1993 - El cuento argentino (Cuento "País de veintisiete otoños")

## Premios
- 1980 - Premio del Fondo Nacional de las Artes por su libro de cuentos En Septiembre y por agua
- 1980 - Faja de honor de la Sociedad Argentina de Escritores (SADE) por la novela La Familia es Lo primero
- 1981 - Premio Internacional de Novela de El Cid Editor por Primera quincena de Mayo
- 1983 - Cuento premiado en el Concurso Coca-Cola, incluido en la antología Cuentos Argentinos
- 1986 - Premio del Fondo Nacional de las Artes por su novela El País del suicidio
- Premio de la Fundación Fortabat por Enero es un largo lunes
- Medalla de honor de la SADE por La familia es lo primero